# Tom Sier
Thomas Nicolaas ("Tom") Sier (Volendam, 1 januari, 1970) is een voormalig Nederlands profvoetballer.
In 1989 begon Sier zijn profcarrière bij FC Volendam. Hij zou bij deze club 103 wedstrijden spelen in de eredivisie. In zijn vijfde seizoen vertrok hij tussentijds naar SC Heerenveen. Bij de Friese club speelde hij 111 wedstrijden op het hoogste niveau. Hij scoorde het allereerste doelpunt in het nieuwe Abe Lenstra Stadion. Door trainer Morten Olsen werd de vleugelverdediger voor een bedrag van 3 miljoen gulden voor het seizoen 1997/1998 naar Ajax gehaald. Zijn periode bij Ajax mislukte, mede door veel blessureleed, volledig. In vier seizoenen speelde hij slechts 29 wedstrijden. In het seizoen 2001/2002 speelde hij ten slotte nog een jaar bij Sparta. Tom Sier speelde er zes wedstrijden.